# Towarzystwo Literackie im. Adama Mickiewicza

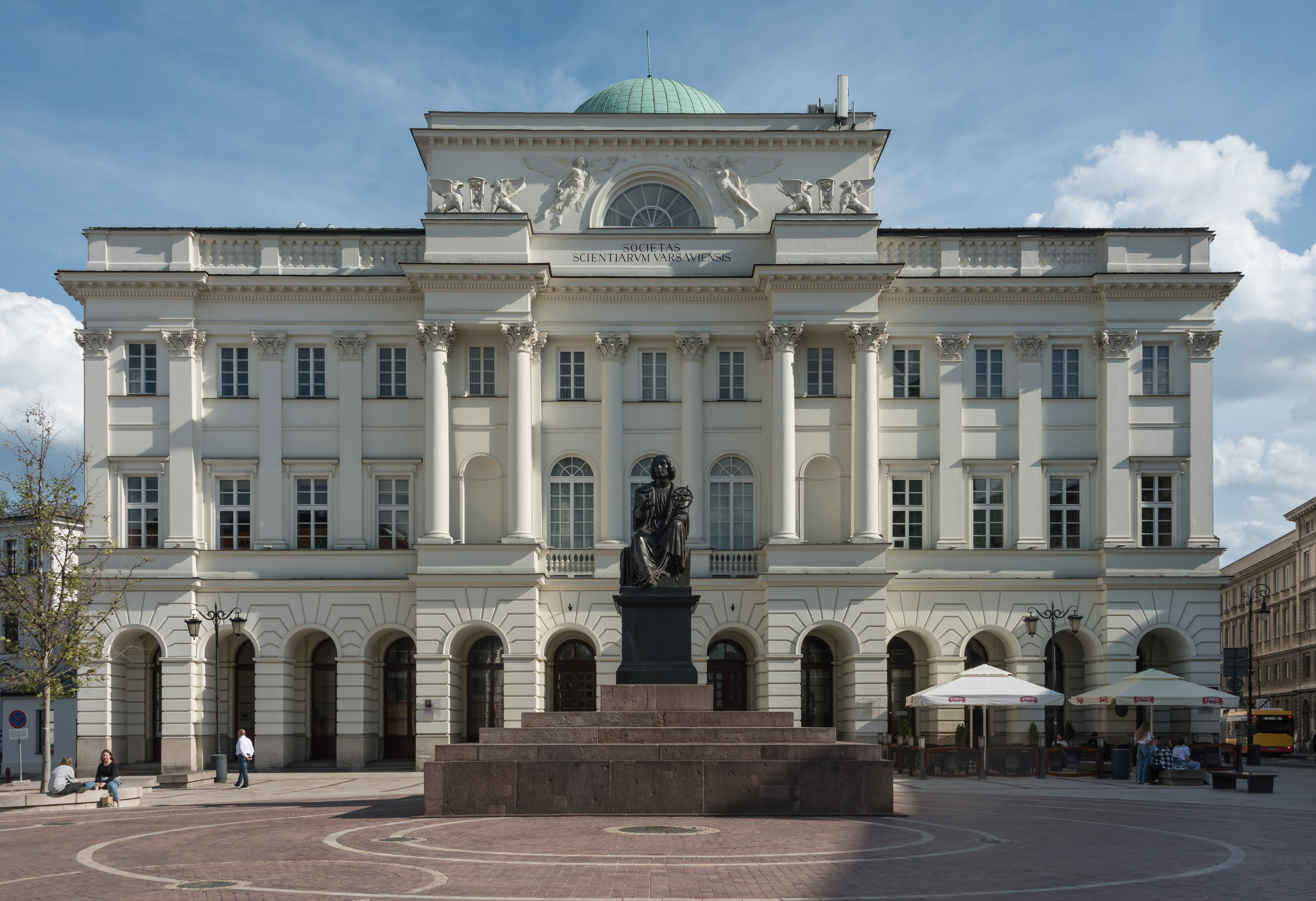
Pałac Staszica w Warszawie

Towarzystwo Literackie im. Adama Mickiewicza – stowarzyszenie naukowe założone w 1886 we Lwowie w celu gromadzenia, dokumentowania i upowszechniania materiałów dotyczących życia i twórczości Adama Mickiewicza, którego siedziba mieści się obecnie w Pałacu Staszica w Warszawie.

## Historia
Początkowo Towarzystwo wydawało „Pamiętnik Towarzystwa Literackiego im. Adama Mickiewicza”, poświęcony wynikom badań życia i dorobku poety. Tworzyło też „Bibliotekę Mickiewiczowską” i rozpoczęło wydawanie zbioru dzieł poety (tom I, opracowany przez Józefa Tretiaka, opublikowano w roku 1896). W kolejnych latach badania objęły całość piśmiennictwa polskiego. Prowadzono działalność na polu naukowym, popularyzatorskim i edytorskim, organizowano zjazdy i konferencje naukowe, odczyty. Założycielami Towarzystwa byli Józef Tretiak i Władysław Bełza, a pierwszymi prezesami – profesorowie: Roman Pilat (1886–1900), Wilhelm Bruchnalski (1900–1905 i 1918–1934), Józef Kallenbach (1908–1918), Juliusz Kleiner (1934–1939); w latach 1905–1908 istniał zarząd zespołowy. Na początku XX wieku skarbnikiem Towarzystwa był Henryk Kopia.
Przed I wojną światową, w okresie niewoli politycznej, towarzystwo popularyzowało historię literatury polskiej, kształtując świadomość tożsamości narodowej i kulturalnej nie tylko na terenie zaboru austriackiego – miało oddziaływanie ogólnopolskie.
W czasie I wojny światowej prowadziło działalność konspiracyjną, a po wojnie objęło swym zasięgiem cały kraj, tworząc m.in. oddziały w Warszawie, Poznaniu, Wilnie, Katowicach, zrzeszające nie tylko naukowców i literatów lecz również bibliotekarzy i nauczycieli-polonistów szkół średnich. Wydano kolejne tomy Biblioteki „Pamiętnika”, zawierające m.in. prace Bogdana Suchodolskiego, Bronisława Gubrynowicza, Tadeusza Makowieckiego, Juliana Krzyżanowskiego, Mieczysława Brahmera.
Działalność nie została wstrzymana w czasie II wojny światowej. Potajemnie organizowano zebrania naukowe, w których uczestniczyli m.in. Tadeusz Mikulski, Tadeusz Wiwatowski, Julian Krzyżanowski. Po wojnie siedzibą Towarzystwa została Warszawa. Pierwsze ogólnopolskie spotkanie w stolicy – Zjazd im. Bolesława Prusa – zostało zwołane w 1946 roku przez Juliana Krzyżanowskiego, który objął funkcję prezesa. Franciszek Bielak tak je wspominał:

Owe posiedzenie w spustoszonych przez wojnę salach i poddaszach Uniwersytetu miały w sobie coś niesłychanie młodzieńczego. Widziało się przy jednym stole tych, co przeszli obóz, i tych, co z liczną kompanią naszych polonistów przedziwnie umknęli z ręki gestapo. Teraz to asy i tuzy polskiej humanistyki w żywotnej dyskusji nad drogami jej w przyszłość – już ocalonej i krzepkiej. Pospolite ruszenie zwołane przez Krzyżanowskiego miało swój mocny akcent moralnej siły.

W kolejnych latach, po śmierci prof. Krzyżanowskiego (1976), funkcję prezesa pełnili: Mieczysław Klimowicz (1976–1983) i Zdzisław Libera.

## Organizacja i obszary działalności
Współcześnie Towarzystwo skupia w swych szeregach badaczy literatury, nauczycieli-polonistów, bibliotekarzy, literatów i miłośników literatury, zapewniając integrację środowiska polonistycznego, zwłaszcza w mniejszych ośrodkach. Organizuje liczne odczyty naukowe i konferencje historycznoliterackie (rocznie kilkanaście sesji i konferencji historycznoliterackich i ok. 200 odczytów), wydaje „Rocznik Towarzystwa Literackiego im. Adama Mickiewicza”. Jednym z zadań statutowych jest podejmowanie działań dotyczących nauczania literatury polskiej w szkole podstawowej i średniej.
Zarząd Główny wybrany 17 października 2016
- Prezes: prof. dr hab. Grażyna Borkowska (Warszawa),
- Wiceprezes urzędujący: dr hab. Jacek Wójcicki (Warszawa),
- Wiceprezes: prof. dr hab. Lidia Wiśniewska (Warszawa),
- Sekretarz: dr Eliza Kącka (Warszawa),
- Skarbnik: dr Magdalena Rudkowska (Warszawa),
- Członkowie: prof. dr hab. Barbara Bobrowska (Warszawa), prof. dr Maria Bokszczanin (Warszawa), prof. dr hab. Teresa Kostkiewiczowa (Warszawa), prof. dr hab. Roman Loth (Warszawa), dr hab. Zbigniew Kaźmierczyk (Gdańsk), dr hab. Agnieszka Czajkowska (Częstochowa), dr hab. Marek Stanisz (Rzeszów), dr Mirosław Guliński (Bydgoszcz), dr Małgorzata Burta (Siedlce), dr Iwona Wiśniewska (Warszawa), mgr Marek Urbanowicz (Suwałki), dr hab. Tatiana Czerska, prof. US (Szczecin).

Przy Zarządzie Głównym działają
- Komisja Komparatystyczna – Przewodnicząca: prof. dr hab. Lidia Wiśniewska,
- Komisja Edytorska – Przewodniczący: prof. dr hab. Bogdan Mazan,
- Komisja Dydaktyczna – Przewodnicząca: mgr Anna Nakielska-Kowalska.

Siedziba
Warszawa, ul. Nowy Świat 72.
Oddziały
Białystok, Bydgoszcz, Częstochowa, Gdańsk, Gorzów Wielkopolski, Grójec, Jarosław, Katowice, Kielce, Kraków, Krosno, Lublin, Łódź, Olsztyn, Opole, Piotrków Trybunalski, Poznań, Przemyśl, Przeworsk, Rzeszów, Siedlce, Starogard Gdański, Suwałki, Szczecin, Tarnów, Toruń, Warszawa, Zielona Góra.